# Wilhelm von Freeden

Wilhelm von Freeden

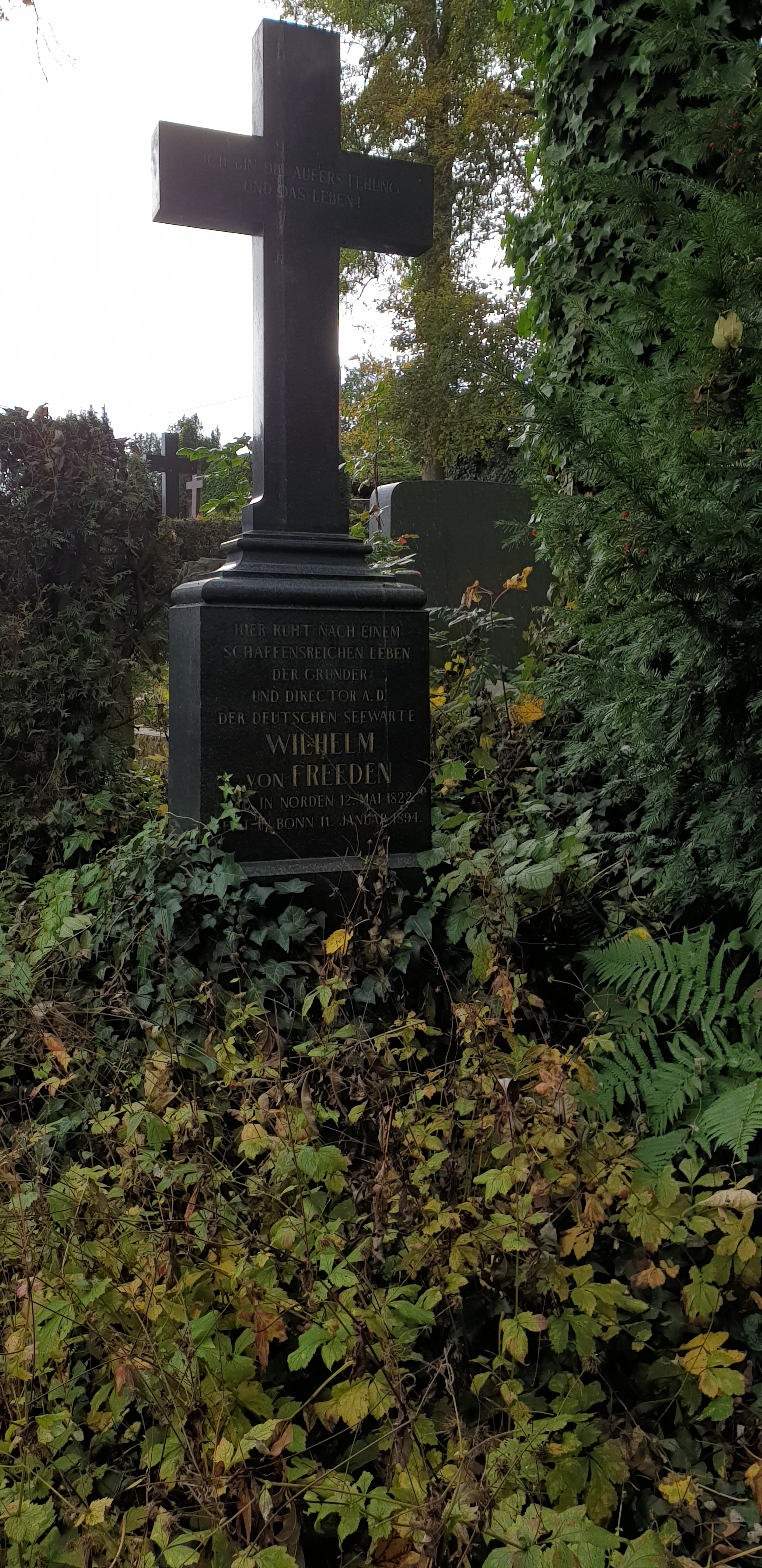
Grab Wilhelms v. Freeden auf dem Poppelsdorfer Friedhof zu Bonn

Wilhelm Ihno Adolph von Freeden  (* 12. Mai 1822 in Norden; † 11. Januar 1894 in Bonn) war ein deutscher Mathematiker, Naturwissenschaftler und Ozeanograph. Er gründete die Norddeutsche Seewarte.

## Leben
Wilhelm von Freeden war der Sohn des Kapitäns und späteren Reeders Adolf Ihnen von Freeden (1786–1865) und dessen Ehefrau, der Juister Kapitänstochter Albertina geb. Visser (* 1787). Nach dem Besuch des Gymnasiums studierte er in Bonn und Göttingen Mathematik und Naturwissenschaften. Er wurde Mitglied des Corps Guestphalia Bonn (1842) und des Corps Frisia Göttingen (1846). Nach längeren Reisen wurde er 1845 Lehrer am Ulrichsgymnasium Norden und am Mariengymnasium Jever. 1856 wurde er Lehrer, 1860 Rektor der Navigationsschule in Elsfleth (heute Fachbereich Seefahrt der Jade Hochschule). Er veröffentlichte in diesen Jahren mehrere nautische Lehrbücher und Rechentafeln. Daneben führte er jahrelang systematische meteorologische Beobachtungen und Messungen durch, die die Grundlage für seine späteren klimatologischen Veröffentlichungen bildeten.
Zum 1. September 1867 schied er aus dem Staatsdienst aus und gründete 1867 in Hamburg das private Institut der „Norddeutschen Seewarte“. Freeden war Leiter und Hauptbeschäftigter des Instituts, das von Seiten der Handelskammern von Hamburg und Bremen des Norddeutschen Bundes, mehrerer großer Reedereien und des Reiches subventioniert wurde. Aufgabe der Seewarte war es, Schiffskapitänen unter Berücksichtigung der neuesten wissenschaftlichen Erkenntnisse und gesammelter Beobachtungen genaue Vorschläge für die optimale Fahrtroutenbestimmung zu geben und dadurch die Reisezeit sowie die Kosten zu verringern. Freeden selbst verfasste fast 800 dieser Fahrtanweisungen, die durch eingehende Befragung der Kapitäne und die systematische Auswertung der Schiffstagebücher stets auf dem neuesten Stand gehalten und erweitert wurden.
Im Juni 1871 zählte von Freeden zu den Gründern der Dampfschiffsrhederei Norden, die die erste Dampfschiffsverbindung vom Festland zur Insel Norderney aufnahm.
Die Norddeutsche Seewarte wurde im Februar 1875 aufgelöst, ihr Aufgabengebiet von der neugegründeten Deutschen Seewarte übernommen. Hier entwickelte Freeden eine ausgedehnte Tätigkeit nach allen Weltteilen in Bezug auf praktische Segelanweisungen, Ozeanographie, Schifffahrtsstatistik, ozeanische Meteorologie und Sturmwarnungen. Im Deutschen Nordpolarverein bemühte er sich um die Förderung deutscher Nordfahrten. Bis 1891 gab er die Hansa heraus, ein Zentralorgan verschiedener maritimer Gesellschaften, Vereine und Verbände, deren verantwortlicher Redakteur er bereits seit 1870 war.

## Politik
Freeden war zeitweise auch politisch tätig. Bereits als junger Lehrer gab er zusammen mit seinem Kollegen Dagobert Böckel nach dem Ausbruch der Revolution von 1848 in Jever bis 1850 die linksliberal-demokratische Zeitung Freie Blätter für das freie Volk heraus. In den 1860er Jahren schloss er sich dem Deutschen Nationalverein an.
Von 1871 bis 1877 gehörte er dem deutschen Reichstag als Abgeordneter für den Wahlkreis Provinz Hannover 1 (Emden - Norden - Leer) an, in welchem er sich der Fraktion der nationalliberalen Partei anschloss, in der er zum linken Flügel gehörte. Seit 1877 lebte Wilhelm von Freeden in Bonn.

## Familie
Er heiratete am 12. Mai 1847 in Jever Amalie Sophie Dorothee Misch (* 26. Juni 1823; † 4. März 1859). Das Paar hatte drei Söhne:
- Ihno (* 3. September 1849; † 18. Juli 1941), Kapitän ⚭ 1879 Helene von Holleuffer (* 7. April 1856)[6]
- Hermann Wilhelm Ludwig (* 26. August 1851; † 4. März 1926), Kapitän, dann Generalagent mehrerer Reedereien ⚭ 1881 Mathilde Elisabeth von Holleuffer (* 1. März 1855)
- Richard (* 26. Juli 1853; † 13. Oktober 1911), Erfinder des rauchlosen Schießpulvers[7]

Noch im Jahr 1859 heiratete er in Hannover Agnese Ehrentraut (1831–1897), eine Tochter des oldenburgischen Hofrats Heinrich Georg Ehrentraut (1798–1866). Das Paar hatte drei Töchter und vier Söhne:
- Wilhelm (* 6. November 1860; † 30. März 1929)
- Karl (* 22. April 1862; † 14. Dezember 1940)
- Hedwig (* 14. August 1863; † 21. September 1929)
- Maximilian (* 20. Juni 1865; † 14. Oktober 1939), Kapitän und Vater des Kunsthistorikers Max H. von Freeden
- Heinrich (* 23. September 1866; † 11. Juni 1932)
- Agnes (* 4. April 1868; † 25. Dezember 1944)
- Ida (* 29. November 1869; † 27. Dezember 1871)

## Schriften
- Die Praxis der Methode der kleinsten Quadrate. Für die Bedürfnisse der Anfänger bearbeitet. Band 1:[8] Elementare Darstellung der Methode nebst Sammlung vollständig berechneter physikalischer, meteorologischer, geodätischer und astronomischer Aufgaben, welche auf lineare und transcendente Gleichungen führen. Vieweg, Braunschweig 1863.
- Handbuch der Nautik und ihrer Hülfswissenschaften. Schulze, Oldenburg 1864.
- Handelskammer in Hamburg (Hrsg.): Jahresbericht der Norddeutschen Seewarte für das Jahr 1868. Nr. 1. Ackermann & Wulff, Hamburg (30 S., bsh.de [PDF; 2,9 MB; abgerufen am 22. November 2018]).
- Ueber die wissenschaftliche Ergebnisse der ersten deutschen Nordfahrt von 1868. Öffentlicher Vortrag, gehalten im Verein für Kunst und Wissenschaft zu Hamburg, nebst besonderen Ausführungen des Wetterbuches und einer Karte, den gesegelten Weg der „Grönland“, und die Strömungen, Isothermen, Isametralen und Isogonen des Nordmeeres enthaltend (= Mittheilungen aus der Norddeutschen Seewarte. Band 1, 1869, ZDB-ID 1001305-2). Mauke, Hamburg 1869.
- Nordwestdeutscher Wetter-Kalender. Nach den zehnjährigen Beobachtungen auf der meteorologischen Station Elsfleth an der Weser in den Jahren 1858–67 (= Mittheilungen aus der Norddeutschen Seewarte. Band 2, 1869). Mauke, Hamburg 1869.
- Ueber die Dampferwege zwischen dem Kanal und Newyork. Nach den Journal-Auszügen der Dampfer des Norddeutschen Lloyd in den Jahren 1860–1867. Nebst Wind und Wetter in derselben Zeit (= Mittheilungen aus der Norddeutschen Seewarte. Band 3, 1870). Friedrichsen, Hamburg 1870.

### Übersetzer aus dem Englischen
- Barometerbuch zum Gebrauch der Seeleute. Nach der neuesten Ausgabe der „Barometer Manual for the use of seamen“ der „Meteorological office“ zu London aus dem Englischen übersetzt. Schulze, Oldenburg 1885.
- Joseph Thomson: Durch Massai-Land. Forschungsreise in Ostafrika zu den Schneebergen und wilden Stämmen zwischen dem Kilima-Ndjaro und Victoria Njansa in den Jahren 1883 und 1884. Brockhaus, Leipzig 1885 (online – Internet Archive)

1849 bis 1850 redigierte von Freeden mit Böckel die Freien Blätter in Jever und seit 1870 die Hansa, Zeitschrift für Seewesen.

## Ehrungen
Für Wilhelm von Freedens Verdienste um die Unterstützung der Ersten und Zweiten Deutschen Nordpolar-Expedition (1868 bzw. 1869/70) unter der Leitung Carl Koldeweys sowie der Österreichisch-Ungarischen Nordpolexpedition 1872–1874 wurden nach ihm benannt:
- die Freeden-Insel[9] im Franz-Josef-Land (Russisch: Ostrow Freden),
- das Kap Freeden[10] der Inselgruppe Spitzbergen
- die Freeden-Bai[11] im Süden der Insel Shannon an der Ostküste Grönlands,
- die Freeden-Bank[12] im Weddellmeer in der Antarktis
- der Freeden Seamount[13] im Südpazifik.